# Gare de Kaszásdűlő
La gare de Kaszásdűlő est une gare ferroviaire située dans le 3e arrondissement de Budapest en Hongrie. Elle est desservie par la ligne H5 du HÉV de Budapest.

## Histoire
À sa construction en 1971, la gare se nommait Benedek Elek utca du nom de la rue qu'elle côtoyait. Après les travaux de 1978, une nouvelle gare a été construite au croisement de la grande avenue Szentendrei et des rues Mozaik et Köles. 

## Service des voyageurs

### Intermodalité
Des lignes de bus assurent la connexion avec le HÉV à cette gare : Réseau de bus BKV lignes 34, 106, 134 et 226; Réseau nocturne de bus BKV lignes 923 et 934.